# Le Vernet-Sainte-Marguerite
Le Vernet-Sainte-Marguerite település Franciaországban, Puy-de-Dôme megyében. Lakosainak száma 329 fő (2022. január 1.). Le Vernet-Sainte-Marguerite Aydat, Murol, Saint-Nectaire és Saulzet-le-Froid községekkel határos.

## Népesség
A település népességének változása:
| Lakosok száma | 312  | 301  | 298  | 297  | 302  | 311  | 320  | 329  |
|               | 2013 | 2015 | 2017 | 2018 | 2019 | 2020 | 2021 | 2022 |